# ホセ・バレンズエラ
ホセ・バレンズエラ（José Valenzuela、1998年5月25日 - ）は、アメリカ合衆国のプロボクサー。シナロア州ロスモチス出身。元WBA世界スーパーライト級王者。

## 来歴

### プロ時代

#### ライト級
2018年9月22日、プロデビュー戦を行い4回3-0の判定勝ち。
2022年4月16日、テキサス州アーリントンのAT&Tスタジアムにてエロール・スペンス・ジュニア対ヨルデニス・ウガスの前座で、元WBC世界フェザー級王者フランシスコ・バルガスとWBCアメリカ大陸ライト級王座決定戦を行い、初回1分25秒KO勝ちを収め王座獲得に成功した。
2022年9月4日、カリフォルニア州ロサンゼルスのクリプト・ドットコム・アリーナにてアンディ・ルイス・ジュニア対ルイス・オルティスの前座で、エドウィン・デ・ロス・サントスと対戦し、キャリア初黒星となる3回1分8秒KO負けを喫し初防衛に失敗、王座から陥落した。この試合でバレンズエラ、デ・ロス・サントス共に5万ドル（約740万円）のファイトマネーを稼いだ。
2023年3月25日、ネバダ州ラスベガスのMGMグランド・ガーデン・アリーナにてデビッド・ベナビデス対カレブ・プラントの前座で、元WBA世界スーパーフェザー級暫定王者クリス・コルバートと対戦し、初回にダウンを奪うも物議を醸す10回0-3（94-95×3）の判定負けを喫した。
2023年12月17日、ミネソタ州ミネアポリスのミネアポリス・アーモリーで行われたチャンピオンシップ・ボクシング最終回興行のデビッド・モレル 対 セナ・アグベコ戦の前座で、WBA世界スーパーフェザー級7位のクリス・コルバートとダイレクトリマッチでWBA世界ライト級挑戦者決定戦を行い、6回1分46秒KO勝ちを収めリベンジに成功し、ジャーボンテイ・デービスへの挑戦権を獲得した。

#### スーパーライト級
2024年8月3日、カリフォルニア州ロサンゼルスのBMOスタジアムにてテレンス・クロフォード対イスラエル・マドリモフの前座で、WBA世界スーパーライト級王者イサック・クルスに挑戦し、12回2-1（116-112×2、113-115）の判定勝ちを収め王座獲得に成功した。この試合でクルスは150万ドル（約2億2千万円）、バレンズエラは50万ドル（約7400万円）のファイトマネーを稼いだ。
2025年3月1日、ニューヨーク市ブルックリン区のバークレイズ・センターにてジャーボンテイ・デービス対ラモン・ローチ・ジュニアの前座でWBA世界スーパーライト級6位のゲイリー・アントゥアン・ラッセルと対戦し、12回0-3（109-119×2、108-120）の判定負けを喫し王座から陥落した。

## 戦績
- プロボクシング：17戦 14勝 (9KO) 3敗

| 戦           | 日付           | 勝敗 | 時間    | 内容    | 対戦相手                         | 国籍           | 備考                                  |
| ------------ | -------------- | ---- | ------- | ------- | -------------------------------- | -------------- | ------------------------------------- |
| 1            | 2018年9月22日  | ☆    | 4R      | 判定3-0 | フンベルト・テレス               | アメリカ合衆国 | プロデビュー戦                        |
| 2            | 2018年10月13日 | ☆    | 4R      | 判定3-0 | ウーゴ・ロドリゲス               | メキシコ       |                                       |
| 3            | 2019年3月16日  | ☆    | 4R 1:40 | KO      | クリスチャン・ベレス             | プエルトリコ   |                                       |
| 4            | 2019年6月23日  | ☆    | 4R      | 判定3-0 | エリック・マンリケス             | アメリカ合衆国 |                                       |
| 5            | 2019年9月28日  | ☆    | 1R 1:06 | KO      | チャールズ・クラーク             | アメリカ合衆国 |                                       |
| 6            | 2020年8月29日  | ☆    | 1R 1:48 | KO      | ザック・クーン                   | アメリカ合衆国 |                                       |
| 7            | 2021年2月27日  | ☆    | 4R 2:57 | KO      | クレイ・バーンズ                 | アメリカ合衆国 |                                       |
| 8            | 2021年5月15日  | ☆    | 1R 2:59 | KO      | ネルソン・ハンプトン             | アメリカ合衆国 |                                       |
| 9            | 2021年8月21日  | ☆    | 4R 1:29 | TKO     | ドンテ・ストレイホーン           | アメリカ合衆国 |                                       |
| 10           | 2021年9月18日  | ☆    | 10R     | 判定3-0 | デイネル・ベリオ                 | コロンビア     |                                       |
| 11           | 2021年12月18日 | ☆    | 4R 0:02 | TKO     | オースティン・デュレイ           | アメリカ合衆国 |                                       |
| 12           | 2022年4月16日  | ☆    | 1R 1:25 | KO      | フランシスコ・バルガス           | メキシコ       | WBC米大陸ライト級王座決定戦           |
| 13           | 2022年9月4日   | ★    | 3R 1:08 | KO      | エドウィン・デ・ロス・サントス   | プエルトリコ   | WBC米大陸陥落                         |
| 14           | 2023年3月25日  | ★    | 10R     | 判定0-3 | クリス・コルバート               | アメリカ合衆国 |                                       |
| 15           | 2023年12月16日 | ☆    | 6R 1:46 | KO      | クリス・コルバート               | アメリカ合衆国 | WBA世界ライト級挑戦者決定戦           |
| 16           | 2024年8月3日   | ☆    | 12R     | 判定2-1 | イサック・クルス                 | メキシコ       | WBA世界スーパーライト級タイトルマッチ |
| 17           | 2025年3月1日   | ★    | 12R     | 判定0-3 | ゲイリー・アントゥアン・ラッセル | ドミニカ共和国 | WBA世界スーパーライト級タイトルマッチ |
| テンプレート |                |      |         |         |                                  |                |                                       |

## 獲得タイトル
- WBCアメリカ大陸ライト級王座
- WBA世界スーパーライト級王座（防衛0）